# Chimarra mongelutonga
Chimarra mongelutonga är en nattsländeart som beskrevs av Malicky 1979. Chimarra mongelutonga ingår i släktet Chimarra och familjen stengömmenattsländor. Inga underarter finns listade i Catalogue of Life.